# Луи I (граф Лоона)
Луи I (фр. Louis Ier de Looz, нидерл. Lodewijk I van Loon; ум. 11 августа 1171) – граф Лоона после 1136 года, и Ринека с 1155/1159, фогт Авербоде, бургграф Майнца.

## Биография
Сын графа Лоона и Ринека Арнуля II и его жены Алеиды.
Поддерживал епископа Утрехта Германа в его борьбе с многочисленными врагами.
В 1171 г. во главе наёмного войска напал на город Сен-Трон, разорил его окрестности, но потерпел поражение от графа Жиля де Дюра — союзника горожан, и бежал в Лооз, который подвергся осаде. Во время этой осады умер (11 августа 1171 года).
Позднее, после смерти Жиля де Дюра (правил в 1161/1164-1175) и его братьев Конона и Пьера, их владения в 1189 г. унаследовал сын Луи I де Лоона. Жерар II как родственник.

## Брак и дети
Жена – Агнесса де Мец (ум. до 1180), дочь Фольмара V, графа Меца и Хомбурга, и его жены Мехтильды де Дабо (фон Дагсбург). Дети:
- Арнуль (ум. 1159)
- Жерар II (1145/1150 — после 1194), граф Лоона, Ринека и Дюра
- Гуго (ум. после 1175)
- Имажина (ум. 1214), жена Годфруа III, графа Лувена
- Агнесса (ум. 1191), с 1157 жена баварского герцога Оттона I
- Бонна, муж – Готье III Берту, сеньор де Малин
- Лоретта (ум. до 1184), первый муж – Жиль, граф Дюра (1172, 1174 развод), второй муж – Тибо I, граф Бара.
- Гертруда, аббатиса в Мюнстербильцене